# سید مسعود میرکاظمی
مسعود میرکاظمی (زادهٔ ۱۳۳۹ تهران) سیاستمدار اصولگرای ایرانی است، که در فاصله سال‌های ۱۴۰۰ تا ۱۴۰۲ معاون رئیس‌جمهور و رئیس سازمان برنامه و بودجه در دولت سیزدهم بود. او نماینده تهران در دوره نهم مجلس شورای اسلامی بود. وی در دولت نهم، ۴ سال وزیر بازرگانی و در ابتدای دولت دهم نیز برای مدت کمتر از ۲ سال، وزیر نفت بود.
در دوران تصدی وی به‌عنوان وزیر نفت، تصفیه مدیران ارشد صنعت نفت ایران انجام گردید، که طی مدت کمتر از ۱ سال، بیش از ۲۵۰ مدیر ارشد و کارشناس نفتی خانه‌نشین شدند. ، در نهایت به برکناری وی از وزارت نفت انجامید.
دولت کانادا در ۱۸ سپتامبر ۲۰۲۴، ۵ نفر از مقامات جمهوری اسلامی از جمله مسعود میرکاظمی را تحریم کرد.

## تحصیلات
میرکاظمی مدرک کارشناسی مهندسی صنایع خود را پس از انقلاب، در سال ۱۳۶۵ و مدرک کارشناسی ارشد مهندسی صنایع را در سال ۱۳۶۸ از دانشگاه علم و صنعت ایران اخذ نمود. وی سپس مدرک دکتری مهندسی صنایع را در سال ۱۳۷۵ از دانشگاه تربیت مدرس دریافت کرد.
او مدرس دانشگاه‌های امام حسین، علم و صنعت ایران است و از سال ۱۳۸۳ تا ۱۳۸۴
ریاست دانشگاه شاهد را برعهده داشت.

## پیش از دولت نهم
مسعود میرکاظمی همانند دیگر وزیران دولت نهم، تنها سابقه مدیریتی‌اش، به بخش‌های مختلف سپاه پاسداران انقلاب اسلامی بازمی‌گردد، که با انتخاب محمود احمدی‌نژاد به‌عنوان رئیس‌جمهور، عهده‌دار وزارت بازرگانی دولت نهم شد. و پیش از آن، تنها سابقه مدیریت اجرایی وی، به سال ۱۳۷۶ بازمی‌گردد، که به‌عنوان مدیرعامل فروشگاه اتکا (متعلق به نیروهای مسلح) منصوب گردید و تا یک سال پیش از زمان پیوستن به دولت نهم، در این جایگاه، مشغول بکار بود.

## وزارت بازرگانی
محمود احمدی‌نژاد در تاریخ ۲۳ مرداد ۱۳۸۴ میرکاظمی را برای تصدی وزارت بازرگانی به مجلس معرفی کرد. او عضو رسمی سپاه پاسداران انقلاب اسلامی است. مسعود میرکاظمی در نهایت، چهل و پنج سالگی به وزارت رسید و در طول ۴ سال فعالیت در وزارت بازرگانی با کوله باری از موضوعات ریز و درشت مواجه شد.
میرکاظمی در سال ۱۳۸۴ در جایگاه وزیر بازرگانی، به‌دلیل افزایش بی‌رویه قیمت شکر، کمبود آن در بازار و عدم وجود شکر در کارخانه‌ها و همچنین مصوبه شورای امنیت ملی کشور مبنی بر افزایش ذخیره استراتژیک شکر کشور به دو برابر، مجوز واردات شکر را صادر نمود که منجر به تعطیلی بسیاری از کارخانه‌های قند و شکر ایران شد. عدم اجرای قانون بودجه سال ۸۵ و ۸۶ در خصوص تعرفه کالاهای وارداتی، بی‌ثباتی در نرخ تعرفه، عدم حمایت از واحدهای تولیدی با واردات بی‌رویه، به‌ویژه در کالاهای مصرفی کشاورزی، قرار بود در مجلس هفتم استیضاح شود.

### طرح استیضاح
در اردیبهشت ۱۳۸۷ طرح استیضاح مسعود میرکاظمی در جایگاه وزیر بازرگانی، تقدیم هیئت رئیسه مجلس گردید. امضا کنندگان طرح استیضاح وزیر بازرگانی، دلیل اصلی تهیه این طرح را عدم حمایت از واحدهای تولیدی، با واردات بی‌رویه و افزایش نرخ تورم اعلام کردند. با توجه به همزمانی اعلام طرح استیضاح با روزهای آخر فعالیت مجلس هفتم، این طرح هیچگاه از سوی هیئت رئیسه مجلس، به اجرا گذاشته نشد و میرکاظمی در واپسین روزهای فعالیت مجلس هفتم، از استیضاح در امان ماند.
این استیضاح هشت محور داشت، که عبارت بودند:
- اجازه واردات بی‌رویه شکر و ضربه شدید به واحدهای تولیدی نیشکر و چغندرکاران
- اجرای قانون بودجه سال ۸۵ و ۸۶ در خصوص تعرفه کالاهای وارداتی و بی‌ثباتی در نرخ تعرفه
- حمایت از واحدهای تولیدی با واردات بی‌رویه به ویژه در کالاهای مصرفی و کشاورزی
- اعمال سیاست‌های بازرگانی با بی‌ثباتی در بازارهای داخلی و افزایش سطح عمومی قیمت‌ها
- اجرای قانون نظام صنفی
- اجرای غیرقانونی تعزیرات حکومتی لغو شده و  اجرای قانون سهمیه بندی آرد
- تنظیم بازار کالا
- اجرای صحیح و کامل قانون ساماندهی مبادلات مرزی[۱۷]

## وزارت نفت
مسعود میرکاظمی با کسب ۱۴۷ رأی، از مجموع ۲۸۶ رأی موجود در مجلس، کمترین رأی اعتماد در میان سایر وزرای دولت دهم را، به خود اختصاص داد. وی با شعار «صنعت نفت، پیشران اقتصاد ایران» پای در مهم‌ترین ساختمان خیابان طالقانی تهران گذاشت. در دوران فعالیت میرکاظمی در جایگاه وزیر نفت، تصفیه مدیران ارشد صنعت نفت انجام گردید، که طی مدت کمتر از ۱ سال، بیش از ۲۵۰ مدیر ارشد در وزارت نفت و شرکت‌های تابعه آن همچون؛ شرکت ملی نفت ایران، شرکت ملی گاز ایران، شرکت ملی صنایع پتروشیمی ایران، شرکت ملی پالایش و پخش فراورده‌های نفتی ایران، شرکت ملی مناطق نفت‌خیز جنوب و سایر شرکت‌های فرعی، تا سطح مدیران روابط عمومی، از سِمَتِ خود برکنار شدند و اغلب افرادی بدون تجربه کاری در صنعت نفت و عمدتاً ناکارآمد، از شرکت‌های خودروسازی، وزارت بازرگانی و فروشگاه اتکا، یا بعضاً از رتبه‌های بسیار پایین سازمانی صنعت نفت، به‌جای آن‌ها منصوب شدند، که در عمل، کاهش شدید تولید نفت و گاز را، در پی داشت. اقدامات میرکاظمی به سونامی تغییرات نفتی تعبیر شد.
در اردیبهشت ۱۳۹۰ در راستای اجرای ماده ۵۳ قانون برنامه پنجم، مصوب مجلس شورای اسلامی و ادغام وزارت‌خانه‌های نفت و نیرو، مسعود میرکاظمی از وزارت نفت برکنار شد. اندکی بعد با منتفی شدن ادغام وزارت نفت و نیرو، قرار بود بار دیگر میرکاظمی به وزارت نفت بازگردد، که این موضوع با مخالفت احمدی‌نژاد همراه شد. اندکی بعد، محمود احمدی‌نژاد، سرپرستی وزارت نفت را برعهده گرفت و عملاً مسعود میرکاظمی را از وزارت نفت عزل نمود. در پی مخالفت مجلس با سرپرستی این وزارت‌خانه از سوی احمدی‌نژاد، در تاریخ ۳۰ اردیبهشت ۱۳۹۰ شورای نگهبان سرپرستی احمدی‌نژاد بر وزارت نفت را مغایر با اصل ۱۳۵ قانون اساسی تشخیص داد. در نهایت محمود احمدی‌نژاد، رستم قاسمی را برای تصدی وزارت نفت به مجلس معرفی کرد. مجلس نیز با ۲۱۶ رای موافق، تصدی وزارت نفت را به قاسمی داد.

### طرح استیضاح
طرح استیضاح مسعود میرکاظمی از وزارت نفت دو بار کلید خورد. گفته می‌شد آمار متناقض معاونان وزیر نفت در مورد واردات بنزین، بیش از سقف مصوب بودجه و نامشخص بودن قرارداد خط لوله صلح از علل این استیضاح بود. بر این اساس، وزیر نفت دو بار به مجلس فراخوانده شد تا به سوالات نمایندگان پاسخ دهد و در نهایت پاسخ‌های وی نمایندگان را اقناع نمود و در سمت خود باقی ماند.

### سوآپ نفت
در دوران ۲ ساله «مسعود میرکاظمی» در وزارت نفت، به دلیل یک گزارش اشتباه، دستور توقف سوآپ نفت ایران، از کشورهای حاشیه دریای خزر را صادر کرد؛ تجارتی که نزدیک به یک دهه در ایران، با دیپلماسی انرژی دولت اصلاحات شکل گرفته بود، به یکباره با عدم آگاهی میرکاظمی متوقف شد. پس از خروج میرکاظمی از بدنه صنعت نفت، تلاش‌های شرکت ملی نفت ایران و وزیر وقت نفت هم برای احیای سوآپ نفت نتیجه نداد و هم‌اکنون ترکمنستان و قزاقستان با حذف ایران، تمامی نفت سوآپ خود را از مسیر خط لوله بی‌تی‌سی آذربایجان، همچنین از طریق روسیه، به بازارهای جهانی ارسال می‌کنند. از سوی دیگر با شکایت کشورهای طرف قرارداد سوآپ نفت، به دلیل فسخ یک‌طرفه قرارداد از سوی ایران، قطعاً در آینده‌ای نه چندان دور، وزارت نفت ایران، جریمه‌ای چند میلیارد دلاری را متحمل خواهد شد.

### زمان‌بندی نادرست پروژه‌های پارس جنوبی
در دوران وزارت میرکاظمی قرارداد هشت فاز پارس جنوبی در قالب طرح‌های ۳۵ ماهه، با تبلیغات گسترده‌ای امضا شد و این قرارداد در حالی امضا گردید، که وزارت نفت هنوز موفق به راه‌اندازی فازهای ۱۳ تا ۱۸ پارس‌جنوبی نشده بود و بخش اعظم طرح‌های مربوط به سه فاز قدیمی ۱۲ با مشکلات متعدد مالی روبه‌رو بودند.

### برکناری مدیران صنعت نفت
در دوران مسئولیت مسعود میرکاظمی در وزارت نفت، صنعت نفت ایران از حیث مدیریتی، تغییرات اساسی داشت به‌طوری که در این دوران استراتژیک‌ترین صنعت ایران، شاهد ورود گسترده مدیران غیرتخصصی، از وزارت بازرگانی، شرکت‌های خودروسازی و فروشگاه اتکا بود. وی هیئتی بنام کمیته انتصابات در وزارت نفت و شرکت‌های تابعه تشکیل داد، که اعضای آن، از مدیران خارج از صنعت نفت تشکیل می‌شد و در عمل هیچ‌گونه شناختی از استراتژیک‌ترین وزارت‌خانه کشور و مدیران فعال در آن نداشتند.

### کاهش تولید نفت

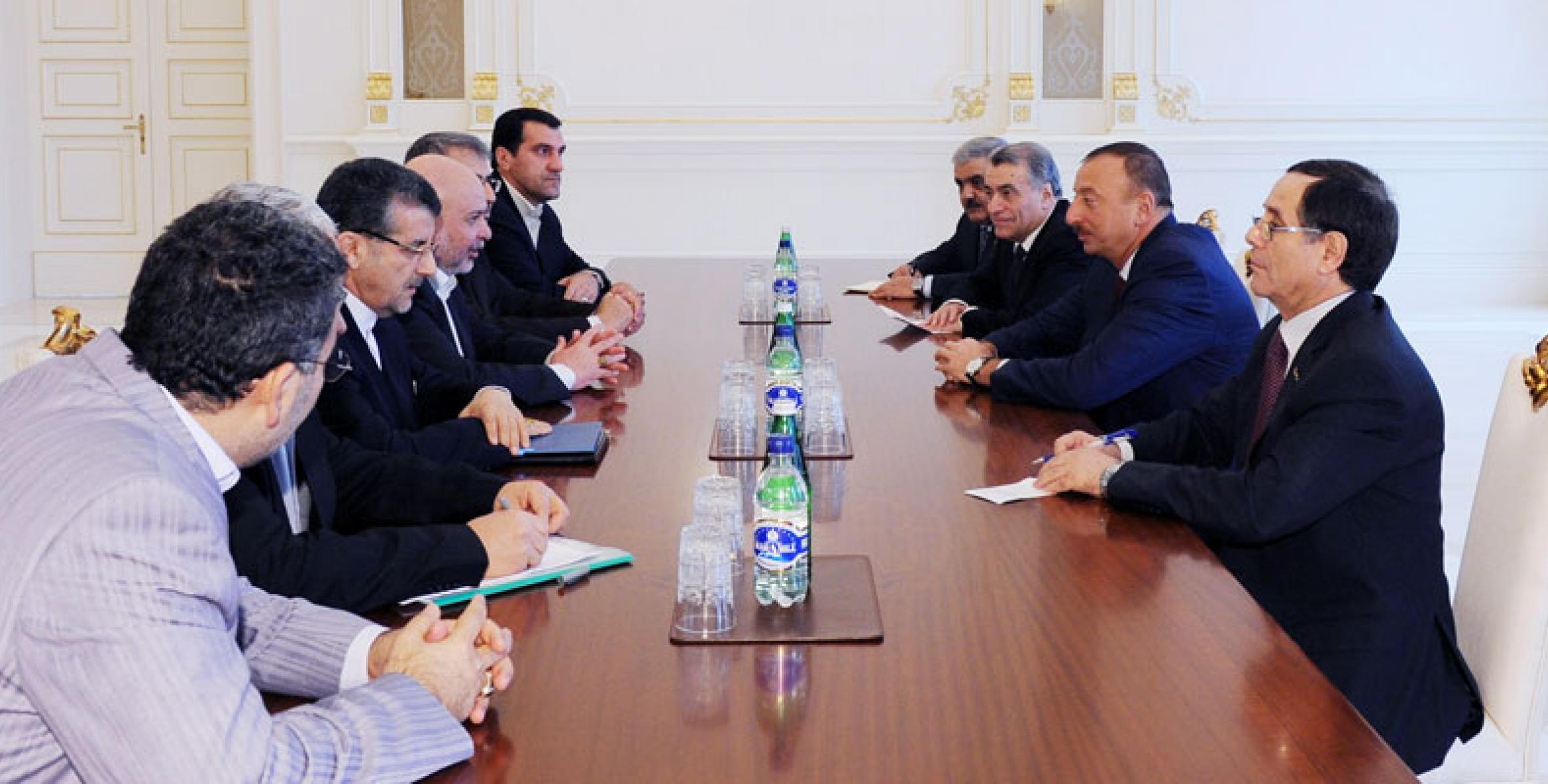
دیدار میرکاظمی به عنوان وزیر نفت در صدر هیئتی با الهام علی‌اف رئیس‌جمهور جمهوری آذربایجان، دی ماه ۱۳۸۹

آمارهای بانک مرکزی ایران حاکی از آن است که در طول دو سال فعالیت میرکاظمی در وزارت نفت، تولید نفت خام ایران، حدود ۳۵۵ هزار بشکه کاهش یافته است و حتی احمد قلعه‌بانی مدیرعامل وقت منصوب میرکاظمی در شرکت ملی نفت ایران نیز، در نشست با خبرنگاران، این کاهش تولید را تأیید کرد. این کاهش تولید در زمانی رقم خورده است، که هم‌زمان با کاهش شدید تزریق گاز، هیچ‌گونه مصوبه یا قطعنامه‌ای نیز از سوی ایالات متحده، برای تحریم نفت ایران صادر نشده بود.

### کاهش تولید گاز
در طول دو سال اول فعالیت تولید گاز ایران هیچ طرح افزایش تولید گازی نه‌تنها به بهره‌برداری نرسید، که با تمرکز میرکاظمی بر توسعه برخی از میدان‌ها مستقل نفتی و گازی همچون طرح توسعه میدان گازی کیش، میدان گازی لاوان، میدان گازی رشادت، میدان گازی رسالت، میدان گازی سروستان، میدان گازی سعادت‌آباد و میدان گازی خشت، عملاً هیچ‌گونه مدیریت متمرکزی بر ناوگان دکل‌های حفاری، منابع مالی و لجستیکی اعمال نشد، تا امروز شاهد افزایش ۱۳۵٪ درصدی مصرف گازوییل، به دلیل کاهش شدید سقوط تولید گاز و اجرای سیاست‌های اشتباه توسعه میدان‌ها گازی، در دو سال اول فعالیت دولت دهم، در وزارت نفت کشور باشیم.

### تولید بنزین آلوده
به دنبال بالا گرفتن اتهامات به آلوده بودن بنزین تولید شده در مجتمع‌های پتروشیمی ایران در دوره ریاست‌جمهوری محمود احمدی‌نژاد که به آلودگی شدید هوای شهرهای بزرگ ایران در سال‌های اخیر انجامید، سه وکیل دادگستری (پیمان حاج محمود عطار، علیرضا دقیقی و مصطفی ترک همدانی) خرداد ماه ۱۳۹۳ از مسعود میرکاظمی؛ وزیر نفت وقت، که تولید این نوع بنزین سمی، با دستور مستقیم وی آغاز شده بود، شکایت کردند. نهایتاً میرکاظمی به‌عنوانِ وزیر نفت دولت محمود احمدی‌نژاد و نماینده کنونی مجلس ایران در همین رابطه، در ۹ شهریور ۱۳۹۳ به دادسرا احضار شد. منتقدان این طرح معتقدند که عوارض ناشی از مصرف این بنزین موجب تولید گازهای خطرناک سرطان‌زا شد و سلامت شهروندان را به خطر انداخت. وی برای مقابله با تحریم احتمالی فروش بنزین به ایران، طرح تولید بنزین در مجمتع‌های پتروشیمی را به اجرا گذاشته بود.
این شکایت برای رسیدگی در اختیار بازپرس شعبه ۱۵ دادسرای کارکنان دولت قرار گرفت و بازپرس نیز نمایندگان وزارت بهداشت، درمان و آموزش پزشکی و سازمان محیط زیست را ۲۱ خرداد ماه برای پاسخگویی و ارائه دلایل خود مبنی بر آلوده بودن یا نبودن بنزین تولیدی پتروشیمی احضار کرد.
اخیراً وزارت بهداشت، درمان و آموزش پزشکی و سازمان محیط زیست گزارش‌های خود را در ارتباط با آلودگی بنزین تولیدی پتروشیمی به دادسرا ارائه کرده‌اند. علاوه بر دو دستگاه یاد شده، مجلس شورای اسلامی نیز پژوهشی را در خصوص آلودگی بنزین تولید پتروشیمی در قالب یک گزارش به دادسرا ارائه کرده است.

## سازمان برنامه و بودجه

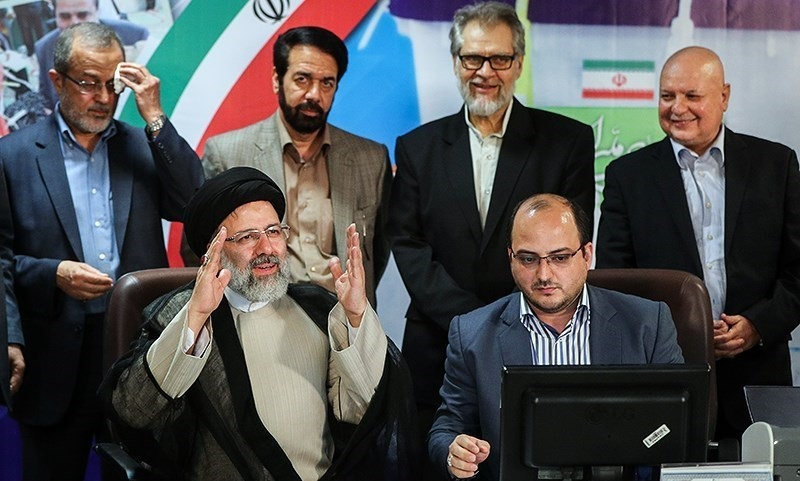
میرکاظمی (نفر اول از راست) در هیئت همراه ابراهیم رئیسی هنگام ثبت نام در انتخابات ریاست‌جمهوری ۱۳۹۶

ابراهیم رئیسی در ۲۰ مرداد ۱۴۰۰ با صدور حکمی میرکاظمی را به سمت معاون رئیس‌جمهور و رئیس سازمان برنامه و بودجه کشور منصوب کرد.

## دوران سپاه پاسداران
- عضویت رسمی در سپاه پاسداران انقلاب اسلامی از سال ۱۳۵۹
- مدیرعامل اتکا متعلق به وزارت دفاع و پشتیبانی نیروهای مسلح از سال ۱۳۷۶ تا ۱۳۸۰
- مشاور وزیر دفاع و پشتیبانی نیروهای مسلح از سال ۱۳۸۰ تا ۱۳۸۴

## تحریم‌ها
۱۸ سپتامبر ۲۰۲۴ دولت کانادا ۵ نفر از مقامات جمهوری اسلامی از جمله سید مسعود میرکاظمی را تحریم کرد. مقررات تحریم معاملات فهرست شده با این افراد را ممنوع می‌کند و دارایی‌های آنان در کانادا مسدود و طبق قانون مهاجرت کانادا هرگونه مهاجرت این افراد به کانادا ممنوع و غیرقابل پذیرش است.